# Meoneura tunisica
Meoneura tunisica är en tvåvingeart som beskrevs av Papp 1978. Meoneura tunisica ingår i släktet Meoneura och familjen kadaverflugor.
Artens utbredningsområde är Tunisien. Inga underarter finns listade i Catalogue of Life.